# Kościół św. Ignacego Loyoli i klasztor Jezuitów w Wilnie
Kościół św. Ignacego Loyoli i klasztor Jezuitów w Wilnie – kościół położony przy ulicy šv. Ignoto g. 6  (przed 1945 – zaułek św. Ignacego). Zbudowany został w latach 1622–1647 przez zakon jezuitów.

## Historia kościoła i klasztoru
Budowę klasztoru jezuici rozpoczęli w latach 1602–1604. Obecny kształt nadała mu budowa lub przebudowa w latach 1622-1633. W 1622 rozpoczęto też wznoszenie świątyni. W trzy lata później odbyły się w niej pierwsze nabożeństwa. Wśród fundatorów świątyni znalazły się rody Paców i Pałubińskich, a także ochmistrzyni na dworze króla Zygmunta III Wazy, Urszula Meierin, która przekazała 9000 złotych. Prace nas dekoracją wnętrza w kościele trwały do roku 1647. Wtedy to biskup Hieronim Lubartowicz Sanguszko dokonał konsekracji świątyni.
Kompleks kościoła i klasztoru jezuitów został zlokalizowany na przestrzeni ograniczonej ulicami św. Ignacego, Benedyktyńską i Jezuicką. Układ funkcjonalny kościoła „typu jezuickiego”, był podobny jak w kościele św. Kazimierza. Kościół zbudowano w stylu dojrzałego baroku. Fasada od zaułka św. Ignacego posiadała dwie wieże. Wnętrze było bogato zdobione licznymi, barokowymi ołtarzami. Na sklepieniu nawy głównej były freski, wykonane prawdopodobnie przez Dankersa de Ry.
Od 1633 przedmiotem specjalnego kultu stała się figurka Matki Boskiej Loretańskiej, zwanej także Matką Boską Nowicjacką.
W 1655 kościół i klasztor padły łupem Rosjan, a pozostałe resztki pochłonął pożar, który wybuchł w 1656 roku. Podczas odbudowy powstał przy klasztorze warsztat skupiający zakonników-rzemieślników różnych specjalności: murarzy, malarzy, stolarzy czy sztukatorów. Warsztat był pomocny również przy remoncie innych wileńskich obiektów sakralnych, także w przyszłych dziesięcioleciach. Przy klasztorze istniał ponadto szpital i browar.
W 1681 do klasztoru dobudowano refektarz.
W następnych dziesięcioleciach wnętrze kościoła wzbogacało się o liczne dzielą sztuki, m.in. pomnik nagrobny biskupa kijowskiego, Tomasza Ujejskiego, który zmarł jako jezuita. W kopule namalowano 18 portretów członków zakonu.
W 1737 kościół i klasztor zostały ponownie zniszczone przez pożar. W kościele zawaliło się sklepienie prezbiterium. Kościół zdołano odbudować ale w 1748 znów spłonął w pożarze. Jego odbudową kierował jezuicki architekt, profesor Akademii Wileńskiej, ksiądz Tomasz Żebrowski. W nowym głównym ołtarzu umieszczono obraz Szymona Czechowicza. Przez klasztor przeszło wielu znanych jezuitów jak: św. Andrzej Bobola, Maciej Sarbiewski, czy Marcin Poczobutt-Odlanicki.

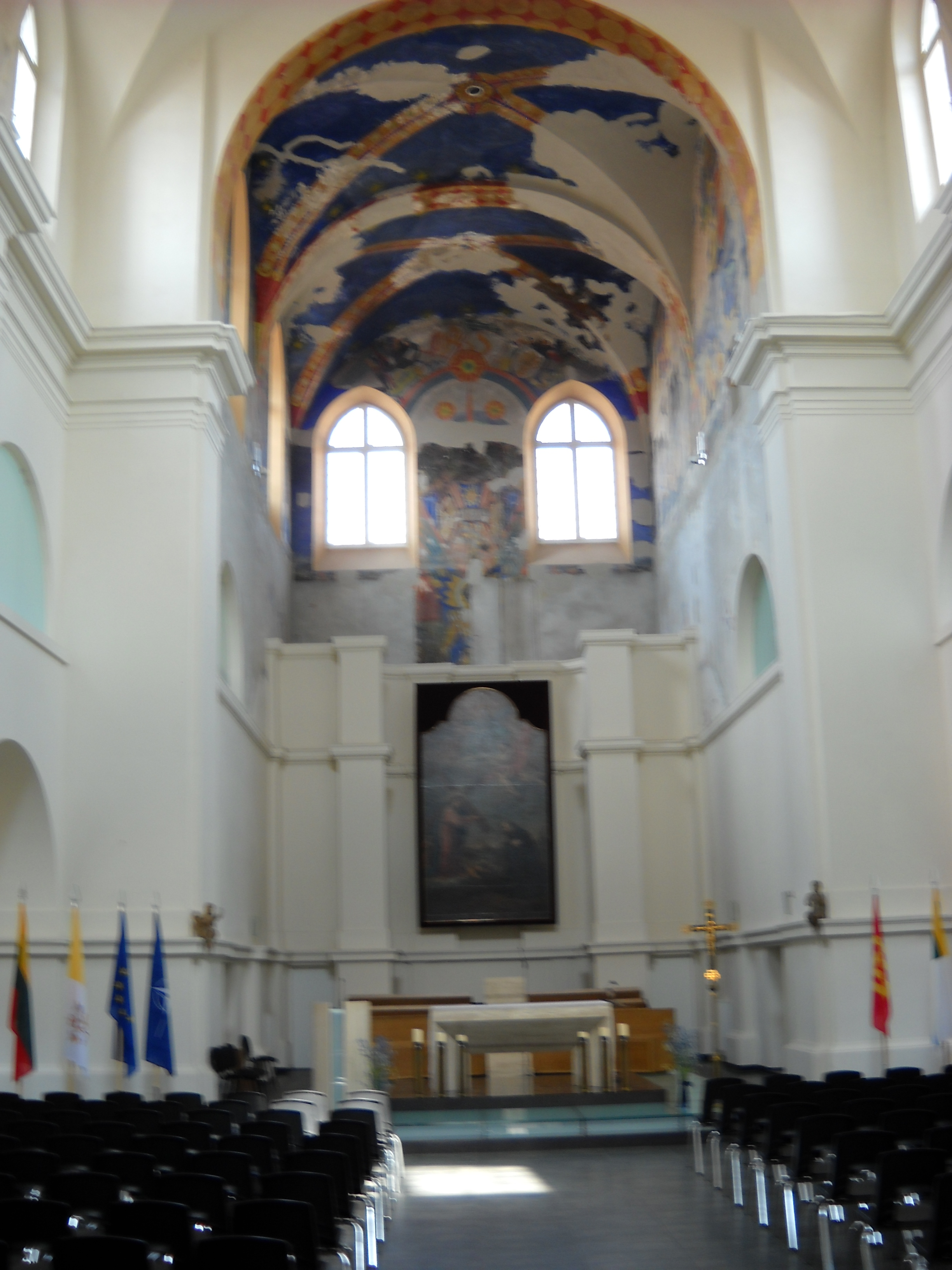
Wnętrze kościoła

W 1773, w chwili kasaty zakonu jezuitów w budynkach klasztornych przebywało 88 zakonników. Konwentowi podlegały ponadto misje w Duksztach Pijarskich i Pelikanach. W opustoszałym klasztorze umieszczono seminarium duchowne (1744–1798). Figurkę Matki Boskiej Nowicjackiej jezuici zabrali do Połocka, gdzie przetrwały ich ostatnie placówki pod zaborem rosyjskim. Po 1820 jezuici zostali wydaleni z Połocka  i udali się do Starej Wsi pod Brzozowem w Galicji, zabierając ze sobą figurkę. W 1798 władze rosyjskie urządziły w klasztorze koszary, a w 1869 w kościele kasyno oficerskie, dewastując przy okazji jego wnętrze.
Po odzyskaniu niepodległości przez Polskę kompleks pojezuicki został przejęty w 1925 przez Wojsko Polskie, ponieważ jezuitów nie było stać na utrzymanie drugiego kościoła i klasztoru; posiadali już wówczas klasztor i kościół św. Kazimierza. Kościół św. Ignacego stał się więc kościołem garnizonowym, a w klasztorze znalazło swą siedzibę Dowództwo Obszaru Warownego „Wilno”. Sam kościół został odbudowany w latach 1926–1929 według projektu Juliusza Kłosa. Nie udało się jednak odtworzyć jego pierwotnego kształtu. Ściany świątyni pokryto nowymi freskami, wstawiono też nowe ołtarze. Od 15 grudnia 1929 do 30 września 1933 administratorem parafii wojskowej był ks. proboszcz Józef Herget.
Po 1945 kościół został zamknięty przez władze komunistyczne. Jego wnętrze zostało całkowicie zdewastowane a freski zamalowano. Przez pewien czas w kościele mieściło się kino, później zaś stał się on salą prób dla filharmonii wileńskiej.
W 1985 pod kierunkiem Evaldasa Purlysa odrestaurowano budynki klasztorne i umieszczono w nich bibliotekę techniczną. Budynek od ulicy św. Ignacego posiada trzykondygnacyjne galerie arkadowe. W dawnym dwukondygnacyjnym refektarzu, przebudowanym na czytelnie, zachowały się barokowe sklepienia, zdobione freskami, odkrytymi podczas remontu; do najcenniejszych należy XVIII-wieczny fresk przedstawiający Matkę Boską w otoczeniu fundatorów klasztoru, w tym króla Zygmunta III Wazę.
W latach 2002–2003 odremontowano kościół nadając mu cechy wczesnego baroku. Wieże zastąpiono smukłymi obeliskami.
Od 23 listopada 2004 kościół św. Ignacego jest katedrą polową ordynariatu wojskowego na Litwie.